# 1,3-propandiolo
Il 1,3-propandiolo è un diolo, quindi un alcolo, di formula HO-CH2-CH2-CH2-OH. Appare come un liquido trasparente e viscoso, ben miscibile in acqua, utilizzato principalmente come solvente e come antigelo.

## Sintesi
Il 1,3-propandiolo può essere ottenuto a partire dal propene tramite un procedimento standard che prevede tre diverse reazioni consecutive: inizialmente il propene viene ossidato per reazione con ossigeno molecolare per ottenere l'acroleina:
CH2=CH-CH3 + O2 → CH2=CH-CHO + H2O
L'acroleina subisce quindi una reazione di idratazione sul doppio legame con la formazione di 3-idrossipropanale:
CH2=CH-CHO + H2O → HO-CH2-CH2-CHO
Nell'ultimo passaggio il 3-idrossipropanale viene ridotto per reazione con idrogeno molecolare per ottenere il prodotto finale:
HO-CH2-CH2-CHO + H2 → HO-CH2-CH2-CH2-OH

## Utilizzi
Il 1,3-propandiolo viene principalmente utilizzato come solvente e come antigelo, in virtù della sua bassa temperatura di fusione. Trova largo impiego anche come reagente nelle sintesi organiche e come componente di miscele destinate alla pulizia (sia casalinga che a livello industriale) e all'igiene personale.